# Jesse Wedgwood Mighels
Jesse Wedgwood Mighels est un médecin et un naturaliste américain, né le 6 juillet 1795 Parsonsflied dans le Maine et mort le 16 septembre 1861 à Norway.
Il est orphelin très jeune. Il commence à apprendre la médecine auprès d’un médecin de sa ville avant de suivre les cours à l’école de médecine de Dartmouth. Il reçoit son Medical Doctorat en 1823. Il s’installe à Minot, dans le Maine, où il commence à exercer. En 1826, il se marie avec Evelina Augusta Rust dont il aura deux fils.
En 1832, la famille Mighels emménage à Portland où il devient bientôt un chirurgien réputé. C’est dans cette ville qu’il découvre l’histoire naturelle. Dès 1837, il commence à constituer une importante collection de coquillages. Il est l’un des fondateurs de la Portland Society of Natural History en 1843. En 1846, il la revend à la société pour 1 000 dollars. Elle est riche de plus de 4 000 espèces différentes dont 87 nouvelles. C’était, à l’époque, l’un des plus grandes collections de mollusques des États-Unis d'Amérique. En 1847, les Mighels s’installent à Cincinnati où il enseigne l’obstétrique et les maladies infantiles à l’école de médecine et de chirurgie de la ville.
Le bâtiment abritant la Boston Society brûle en 1854 et toutes les collections sont alors détruites. Cette destruction sera amèrement vécue par Mighels qui écrit :
Money and books and goods and buildings can be replaced but that collection, I fear never !.
(L’argent et les livres et les objets et les immeubles peuvent être remplacées mais cette collection, j’ai peur qu’elle ne le soit jamais !).
Mighels est également l’auteur de travaux en ichtyologie et en ornithologie.
En 1858, il prend sa retraite et se retire dans le Maine.